# Derry City and Strabane
Derry City and Strabane är ett distrikt i Nordirland i Storbritannien. Distriktet bildades 2015 i samband med en distriktsreform genom en sammanslagning av distrikten Derry och Strabane.